# Distretto di Refahiye
Il distretto di Refahiye (in turco Refahiye ilçesi) è uno dei distretti della provincia di Erzincan, in Turchia.